# Туруханская ссылка Сталина
Туруханская ссылка Сталина — последняя ссылка российского революционера И. В. Сталина.

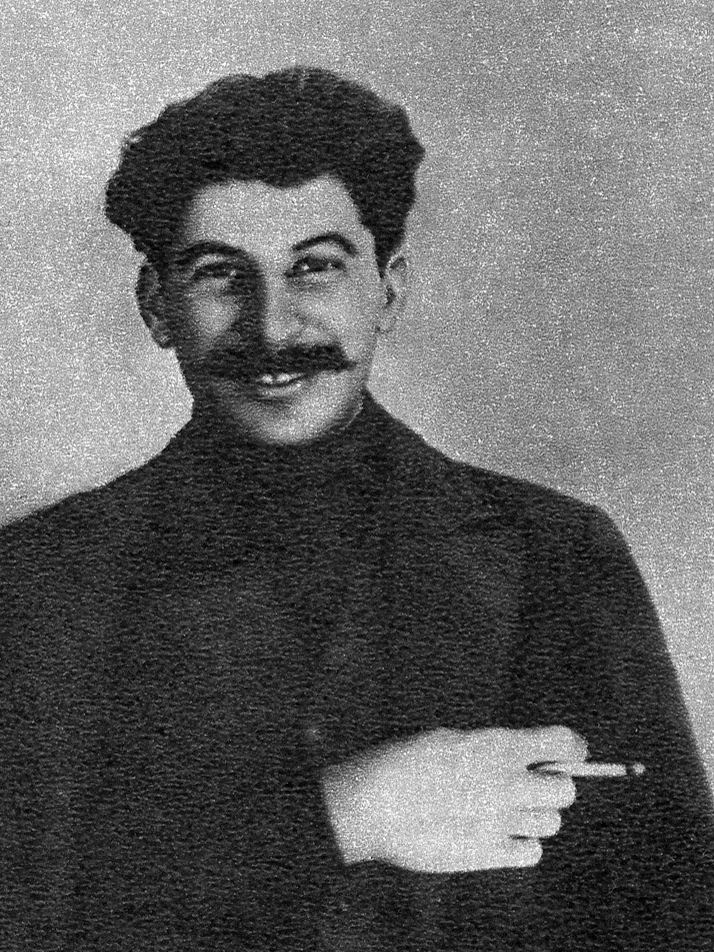
Сталин в ссылке в 1915 году

В марте 1913 года Сталин в очередной (седьмой) раз был арестован на вечеринке, устроенной Петербургским комитетом большевиков в зале Калашниковой биржи, заключён в тюрьму и по этапу в июле выслан в Туруханский край Енисейской губернии под гласный надзор полиции сроком на четыре года, где пробыл до конца осени 1916 года.
В ссылке Джугашвили провёл четыре года, Зимы были длинные и холодные — до −50 градусов. Жил поочерёдно в четырёх сёлах: Костино, Курейка, Монастырское и Верхнеимбатск.

## Хронология
- Красноярск, Российская империя — 11 июля 1913
- Монастырское, Туруханский край, Енисейская губерния, Российская империя — июль 1913
- Селиваниха, Туруханский край, Российская империя — сентябрь 1913
- Туруханск, Туруханский край, Российская империя — 1913
- Костино, Туруханский край, Енисейская губерния — с сентября 1913 года по март 1914 года
- Курейка — с марта 1914 по конец осень 1914
- Монастырское — осень 1914
- Курейка — с осени 1914 по 14 декабря 1916
- Монастырское — декабрь 1916
- Верхне-Имбатское, Туруханский край, Российская империя — неделя в декабре 1916
- Красноярск — с конца декабря 1916

Срок ссылки Сталина завершался 7 июня 1917 года, и поэтому накануне Февральской революции 20 февраля полиция разрешила ему проживать в городе Ачинске, вместе с другим ссыльным, Каменевым, которого Сталин иногда навещал как товарища по изгнанию. Из Ачинска Сталин, бывший депутат Государственной Думы от большевиков М. Муранов и Л. Каменев в марте 1917 года через Красноярск вернулись в Петроград.
- Ачинск, Российская империя — до 8 марта 1917
- Красноярск — 8 марта 1917